# 超IQ!ひらめきパパ
『超IQ!ひらめきパパ』（ちょうアイキュー ひらめきパパ）は、1994年10月21日から1995年3月3日まで日本テレビ系列局で放送されていた日本テレビ製作のバラエティ番組である。1995年1月13日放送分からは『超IQ!ひらめきパパ 快快!ギモンの国』（ - かいかい ギモンのくに）と題して放送されていた。NTTの一社提供。放送時間は毎週金曜 19時00分 - 19時30分（日本標準時）。
日常生活での素朴な疑問を実験・調査などで解き明かしていた。

## 出演者

### 司会
- 三宅裕司

### パネラー
- 神田正輝
- 秋野暢子
- 高田純次
- 森脇健児

## 参考資料
- 読売新聞縮刷版[どれ?]

| 日本テレビ系列 金曜19:00枠                                 | 日本テレビ系列 金曜19:00枠 | 日本テレビ系列 金曜19:00枠                  |
| 前番組                                                     | 番組名 | 次番組                                      |
| ---------------------------------------------------------- | --- | ------------------------------------------- |
| 教えてあげない （1994年4月29日 - 1994年9月23日）           | 超IQ!ひらめきパパ （1994年10月21日 - 1994年12月9日） ↓ 超IQ!ひらめきパパ 快快!ギモンの国 （1995年1月13日 - 1995年3月3日）              | 解禁テレビ （1995年4月21日 - 1995年9月8日） |
| 日本テレビ系列 NTT一社提供枠                               | |                                             |
| 頑張る!TV!! （1994年4月11日 - 1994年9月12日） ※月曜19:00枠 | 超IQ!ひらめきパパ （1994年10月21日 - 1994年12月9日） ↓ 超IQ!ひらめきパパ 快快!ギモンの国 （1995年1月13日 - 1995年3月3日） ※金曜19:00枠 | （廃枠）                                    |

| スタブアイコン | サブスタブ | この項目は、まだ閲覧者の調べものの参照としては役立たない、テレビ番組に関連した書きかけの項目です。この項目を加筆・訂正などしてくださる協力者を求めています（P:テレビ/PJ:放送または配信の番組）。 |